# The Owl and the Pussycat (album)
The Owl and the Pussycat è un album discografico di colonna sonora relativo al film Il gufo e la gattina (The Owl and the Pussycat) del 1970, uscito anch'esso nel 1970 e interpretato dalla cantante e attrice statunitense Barbra Streisand, dall'attore e musicista statunitense George Segal e dal gruppo musicale canadese-statunitense Blood, Sweat & Tears.

## Tracce
Tutte le tracce sono state scritte da Buck Henry.
Standard edition
1. The Confrontation – 11:18
2. The Warmup – 9:55
3. The Seduction – 4:01
4. The Morning After – 11:05
5. The Reunion – 10:22

8-track cartridge edition
1. Highlights from Buck Henry's Hilarious Screenplay (Part 1) – 11:36
2. Highlights from Buck Henry's Hilarious Screenplay (Part 2) – 11:36
3. Highlights from Buck Henry's Hilarious Screenplay (Part 3) – 11:36
4. Highlights from Buck Henry's Hilarious Screenplay (Part 4) – 11:36